# 九龍巴士60M線
九龍巴士60M線是香港新界的一條巴士路線，來往屯門站及荃灣站。本線是目前5條兩邊總站均為港鐵重鐵車站而且總站名稱是以港鐵車站站名命名（即「XX站」或「XXX站」）的新界區全日專營巴士路線之一（另外4條為89D線、263線、290X線及930線）。

## 歷史
- 1982年5月16日：本線開辦，初時來往安定及荃灣地鐵站（現稱荃灣鐵路站）。
- 1984年3月7日：本線總站改為屯門碼頭（現已改稱友愛（南）巴士總站），不再繞經新發邨。
- 1986年4月7日：屯門市中心巴士總站啟用，本線正式遷入，改為途經友愛、安定、豐景園。
- 1991年：九巴計劃將本線改為平日繁忙時間行走，非繁忙時間及假日服務改由66M線取代，但由於受到居民及區議員強烈反對，計劃最終擱置。
- 1998年中：九巴開始派出單層「易搭巴士」行走。
- 1999年底：本線單層巴士不能負荷需求，由雙層低地台巴士全數取代，成為屯門區首條引入低地台巴士服務的巴士路線。
- 2002年11月16日：本線改為全空調服務，是屯門區來往荃灣/葵涌的鐵路接駁線中，最早改為全空調服務的。
- 2008年6月8日：九巴加價。
- 2011年5月15日：九巴加價。
- 2013年1月26日：本線往荃灣方向加停屯門公路巴士轉乘站，並增設本線轉乘60X、61X、259D、260X、263線往九龍／沙田方向的優惠。
- 2013年3月17日：九巴加價。
- 2013年7月27日：為配合屯門公路巴士轉乘站（北行）啟用，本線往屯門方向加停屯門公路巴士轉乘站，提供與往屯門、元朗各條路線的八達通轉乘優惠。。
- 2014年7月6日：九巴加價至$8.4。
- 2014年10月11日：為配合九巴66M線不再途經屯門站，本線與九巴61X線對調總站，延長至屯門站。
- 2015年6月27日：增設到站時間預報。[5]
- 2017年10月28日至10月29日：九巴在屯門站上蓋的V City MTR層中庭舉行「Pop-up Store商場巡迴展」活動，在展期週末兩日，將派出大約15輛裱有「城市脈博」塗裝車身的富豪B9TL全日行走，方便巴士愛好者前往會場。[6]

## 服務時間及班次
| 屯門站開         | 屯門站開    | 屯門站開     | 荃灣站開         | 荃灣站開    | 荃灣站開     |
| 日期             | 服務時間    | 班次（分鐘） | 日期             | 服務時間    | 班次（分鐘） |
| ---------------- | ----------- | ------------ | ---------------- | ----------- | ------------ |
| 星期一至五       | 05:40-06:10 | 15           | 星期一至五       | 06:20-09:20 | 20           |
| 星期一至五       | 06:10-06:54 | 11           | 星期一至五       | 09:20-12:50 | 15           |
| 星期一至五       | 06:54-07:30 | 7/8          | 星期一至五       | 12:50-15:30 | 20           |
| 星期一至五       | 07:30-08:00 | 10           | 星期一至五       | 15:30-17:00 | 15           |
| 星期一至五       | 08:15       | 08:15        | 星期一至五       | 17:00-18:00 | 10           |
| 星期一至五       | 08:30-09:30 | 12           | 星期一至五       | 18:00-18:30 | 7/8          |
| 星期一至五       | 09:30-14:00 | 15           | 星期一至五       | 18:45       | 18:45        |
| 星期一至五       | 14:00-16:00 | 20           | 星期一至五       | 19:00-20:00 | 10           |
| 星期一至五       | 16:00-18:00 | 15           | 星期一至五       | 20:00-21:24 | 12           |
| 星期一至五       | 18:00-21:00 | 20           | 星期一至五       | 21:24-21:50 | 13           |
| 星期一至五       | 21:00-23:30 | 25           | 星期一至五       | 21:50-22:20 | 15           |
| 星期一至五       | 00:00       | 00:00        | 星期一至五       | 22:20-23:00 | 20           |
|                  |             |              | 星期一至五       | 23:00-00:40 | 25           |
| 星期六           | 05:40-07:10 | 15           | 星期六           | 06:20-11:00 | 20           |
| 星期六           | 07:10-08:30 | 8            | 星期六           | 11:00-13:00 | 15           |
| 星期六           | 08:30-10:00 | 10           | 星期六           | 13:00-17:00 | 12           |
| 星期六           | 10:00-18:00 | 12           | 星期六           | 17:00-20:00 | 10           |
| 星期六           | 18:00-19:00 | 15           | 星期六           | 20:00-21:24 | 12           |
| 星期六           | 19:00-21:00 | 20           | 星期六           | 21:24-21:50 | 13           |
| 星期六           | 21:00-23:30 | 25           | 星期六           | 21:50-22:20 | 15           |
| 星期六           | 00:00       | 00:00        | 星期六           | 22:20-23:00 | 20           |
|                  |             |              | 星期六           | 23:00-00:40 | 25           |
| 星期日及公眾假期 | 05:40-08:00 | 20           | 星期日及公眾假期 | 06:20-11:00 | 20           |
| 星期日及公眾假期 | 08:00-10:00 | 12           | 星期日及公眾假期 | 11:00-12:00 | 15           |
| 星期日及公眾假期 | 10:00-17:00 | 10           | 星期日及公眾假期 | 12:00-13:00 | 12           |
| 星期日及公眾假期 | 17:00-18:00 | 12           | 星期日及公眾假期 | 13:00-17:00 | 10           |
| 星期日及公眾假期 | 18:00-20:30 | 15           | 星期日及公眾假期 | 17:00-18:00 | 12           |
| 星期日及公眾假期 | 20:30-21:50 | 20           | 星期日及公眾假期 | 18:00-19:00 | 10           |
| 星期日及公眾假期 | 21:50-23:30 | 25           | 星期日及公眾假期 | 19:00-20:00 | 12           |
| 星期日及公眾假期 | 00:00       | 00:00        | 星期日及公眾假期 | 20:00-22:00 | 15           |
|                  |             |              | 星期日及公眾假期 | 22:00-23:00 | 20           |
| 23:00-00:40      | 25          |              | 星期日及公眾假期 |             |              |

## 收費
全程：$9.6
- 屯門站往豐景園或之前：$5.1
- 荃景圍天橋往荃灣站：$4.9
- 豐景園往屯門站：$5.1

| - 本線設有12歲以下小童及65歲或以上長者半價優惠。 - 65歲或以上香港居民使用「樂悠咭」，以及12歲以下合資格殘疾兒童使用「殘疾人士身份」個人八達通繳付車資，均可享有每程$2.0或半價（以較低者為準）的票價優惠；12至64歲合資格殘疾人士使用「殘疾人士身份」個人八達通（包括「樂悠咭」），以及60至64歲香港居民使用「樂悠咭」繳付車資，均可享有每程$2.0或全費（以較低者為準）的票價優惠。 - 65歲或以上長者如使用長者或一般個人八達通繳付車資，則只可享有半價優惠；12至64歲合資格殘疾人士如不使用「殘疾人士身份」個人八達通，以及60至64歲人士如不使用「樂悠咭」繳付車資，必須繳付全費。 - 乘客可以現金或八達通於上車時付款，不設找續。 - 每位成人乘客可免費攜帶最多兩名4歲以下而不佔座位的兒童乘客乘車，超額之4歲以下小童必須繳付小童車費乘車。 - 持有「九巴月票」之乘客在車票有效期內，每日可享最多10程任何九龍巴士及龍運巴士路線（包括本路線，以及聯營路線的九龍巴士／龍運巴士提供的班次；惟乘搭機場「A」及「NA」線則可享原價二七折優惠（不會計算每天10次合資格車程））；而B1線則每日可享最多各2程（不會計算每天10次合資格車程）。 - 九龍巴士、城巴、龍運巴士及陽光巴士全職員工及家屬（不包括外判職員）可免費乘搭本路線，惟必須拍職員或職員家屬八達通。 - 乘客亦可透過多元化電子支付系統（e度嘟）繳付車資，包括使用非接觸式VISA卡、JCB卡、萬事達卡、銀聯卡、美國運通、大來國際、Discover Card、Apple Pay、Google Pay、Samsung Pay、AlipayHK「易乘碼」、支付寶、WeChatHK／微信支付「搭車碼」、銀聯雲閃付「乘車碼」及BOC Pay「乘車碼」。乘客使用此付款方式，使用此支付方式的乘客可享有中途下車之分段收費，以及與其他九巴／龍運獨營路線或聯營線九巴／龍運班次之轉乘優惠，惟不適用於與非九巴／龍運路線之轉乘優惠，亦不能享有「公共交通費用補貼計劃」及「長者及合資格殘疾人士公共交通票價優惠計劃」。 - 帶粗體字者為雙向分段收費，乘客必須使用八達通（九巴月票除外）上車拍卡繳費，並於下車前後於指定巴士站裝設拍卡機確認八達通，方可享有分段收費優惠。 |

### 八達通轉乘優惠
乘客登上本線後150分鐘內以同一張八達通卡轉乘以下路線，或從以下路線登車後150分鐘內以同一張八達通卡轉乘本線，次程可獲車資折扣優惠：
60M←→荃灣／葵青區路線，次程可獲$4.2折扣優惠
- 60M往荃灣站 → 31往石籬、36往梨木樹、235往安蔭或238M往海濱花園
- 31往荃灣西站、36往荃灣西站、235往荃灣或238M往荃灣站 → 60M往屯門站

60M←→城門隧道路線，次程可獲$4.2折扣優惠
- 60M往荃灣站 → 43X/43P、48X、49X、73X或278X/278P
- 43X/43P、48X、49X、73X或278X/278P往荃灣／青衣 → 60M往屯門站

60M往荃灣站 → 57M往荔景或59A往葵翠邨，次程可獲$4.2折扣優惠
234X往灣景花園 → 60M往屯門站，次程可獲$5.8（美孚前登上234X）／$4.2（美孚或之後登上234X）折扣優惠

## 使用車輛
本線開辦初期，和其他屯門的對外路線一樣，都是採用利蘭勝利二型行駛，到了1980年代末才加入11米利蘭奧林比安行駛。本線加冷初期，都是採用利蘭奧林比安行駛的。
本路線曾經有一個紀錄，便是屯門區唯一曾經使用單層易搭巴士行走的路線，由1998年中開始派出配上Plaxton Pointer車身的丹尼士飛鏢SLF行走，但由於本路線客量龐大（尤其是西隧通車前），單層巴士不能負荷需求，後來便在1999年底由1998年丹尼士三叉戟三型雙層低地台巴士全數取代，成為屯門區首條引入低地台巴士服務的巴士路線。
2001年尾，由於260X的客量持續上升，260X原有部分猛獅24.310載客量較低(僅122人)，令260X不勝負荷，因此本線的1998年丹尼士三叉戟三型與260X的部分猛獅24.310對調。2002年11月16日，本線轉為全線空調巴士服務，260X線剩下的猛獅24.310巴士全數調到本線行駛。
現時本線使用14輛Enviro500 MMC 12米（ATENU）及2輛富豪B8L 12米（V6B），均屬屯門車廠。
| 車隊編號  | 車牌   |
| --------- | ------ |
| ATENU934  | TZ4767 |
| ATENU1057 | UD4612 |
| ATENU1063 | UD5728 |
| ATENU1071 | UD6420 |
| ATENU1170 | UJ3607 |
| ATENU1195 | UK9856 |
| ATENU1291 | VD9148 |
| ATENU1311 | VE7326 |
| ATENU1533 | VR2313 |
| ATENU1624 | VT2067 |
| ATENU1632 | VT1913 |
| ATENU1641 | VT3196 |
| ATENU1642 | VT3221 |
| ATENU1649 | VT3567 |
| V6B8      | WB 206 |
| V6B91     | WG5589 |

## 行車路線

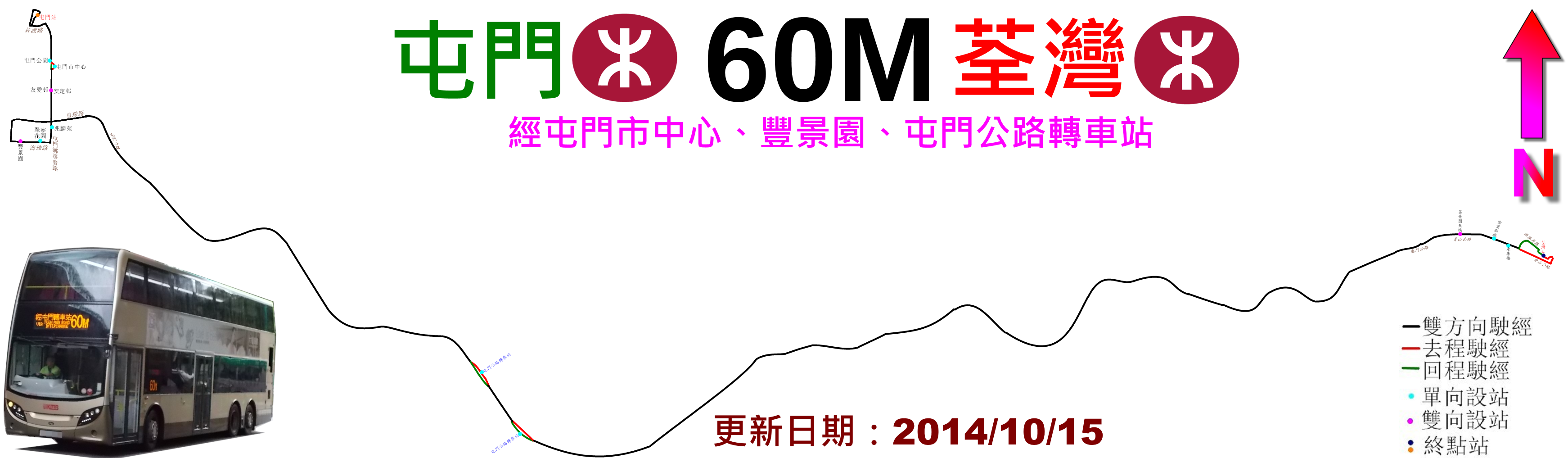
此線的走線圖

屯門站開經：杯渡路、屯門鄉事會路、屯門市中心公共運輸交匯處、屯門鄉事會路、海珠路、海皇路、皇珠路、屯門公路、屯門公路巴士轉乘站、屯門公路、青山公路—荃灣段、大河道及西樓角路。
荃灣站開經：西樓角路、青山公路—荃灣段、屯門公路、屯門公路巴士轉乘站、屯門公路、皇珠路、海皇路、海珠路、屯門鄉事會路、杯渡路及河傍街。
具體停站請參考資訊框

## 重大事故
- 1982年11月14日，一輛行走60M線的九巴利蘭勝利二型（車隊編號G440／CV4933）當時只有半年車齡）連車長共載有110人，沿屯門公路往屯門方向行駛，至小欖附近撞山翻側，全車幾乎墮下青山公路，司機及錢箱亦被拋出車外。事件造成一名乘客死亡，109人受傷，這次意外是香港傷亡人數最多的涉及單一車輛交通意外。G440事後於1983年6月除牌，該巴士至今依然是服役車齡最短便因交通意外退役的巴士。[7]
- 2013年5月20日，兩名素有積怨的本線分別早更及夜更車長，因駕駛座位清潔問題爭執，先口角繼而動武，同事見狀報警。兩人事後同被送院治理，警方事後將兩位涉案車長拘捕。[8]

## 使用狀況
在1986年7月1日前，由於當時屯門市區缺乏對外巴士路線，居民前往港島及九龍其他地方多須乘搭本線前往荃灣，再轉乘地鐵前往目的地，因此當時本線的客量維持在極高水平。
不過，來往九龍市區的特快路線58X及60X於1986年及1990年相繼開辦，成為屯門市民前往西九龍的直接途徑；1997年西區海底隧道通車後，九巴先後開辦了960及961線，自此屯門市區居民可直接乘搭巴士過海，因此本線的客量有輕微流失，加上259D於2001年中提升為全日服務，本線失去接駁港鐵的意義。
雖然多條來往屯門至港九市區的巴士線先後開辦，本線流失了地鐵轉乘客，但由於能到達屯門的心臟地帶，加上班次頻密，故仍然吸納一班於荃灣市區的上班、學和觀影乘客及屯門公路轉車站的乘客，現在本線客量仍然相當高，繁忙時間經常會頂閘。
雖然58M線亦可直接往來屯門市中心至荃灣，但本線收費較該路線便宜（該路線往葵芳收費$10，回程荃灣起設分段收費$9.6，而本線的全程收費只是$8.9）是本線的優勝之處，吸引一些「一定要搭平車」的屯門居民搭乘本線。
根據2014年巴士路線發展計劃，本線在最繁忙的一小時載客率為70%，非繁忙時段的平均最高載客率為24%。上午繁忙時間往市區方向最高載客率為70%；下午繁忙時間往屯門方向最高載客率則為69%。而在屯門市中心上落車的乘客平均每日約1200人，佔總乘客量12%。

## 外部連結
- 九巴60M線—九龍巴士 （页面存档备份，存于）
- 九巴60M線詳細時間表 （页面存档备份，存于）
- 九巴60M線—i-busnet.com （页面存档备份，存于）
- 九巴60M線—681巴士總站 （页面存档备份，存于）

### 圖片集
- Golden Bus Page—Route 60M （页面存档备份，存于）